# 武田美保
武田 美保（たけだ みほ、1976年9月13日 - ）は元女子アーティスティックスイミング（シンクロナイズドスイミング）日本代表選手。教育・スポーツコメンテーター。夫は衆議院議員で元三重県知事の鈴木英敬。

## 来歴
京都府京都市生まれ。7歳でシンクロを始め、13歳でジュニアの日本代表になる。デュエットでペアを組む立花美哉とともに中学時代から井村雅代が代表を務める井村シンクロクラブに所属する。
1995年3月、四天王寺高等学校卒業。同年4月、立命館大学産業社会学部に入学。1996年、大学2年時に日本代表となり、1996年アトランタオリンピックにチームの一員として参加し、銅メダルを獲得。1999年3月、立命館大学卒業。2000年シドニーオリンピックで立花とコンビを組み、デュエットおよびチーム種目で銀メダルを獲得。2001年、世界水泳福岡大会のデュエットで金メダルを獲得する。シンクロ界において日本史上初の優勝を果たし、またこれが自身唯一の金メダル獲得である。
2004年アテネオリンピックに出場するも、再び銀メダルの結果に終わる。同年に現役引退を引退し、タレント活動を開始。
アメリカ合衆国へ短期留学を行い、ネバダ州立大学発行のピラティスインストラクター公認資格を取得。
私生活では、2007年9月20日に当時経産官僚であった鈴木英敬と結婚。その後、夫である鈴木が自由民主党公認候補で三重2区から第45回衆議院議員総選挙に出馬するため、東京から三重に移住。そのために、2008年3月に所属事務所から独立し、マネージメントをビッグベンと業務提携したが、その後、ジャパンスポーツマーケティングに所属。選挙の結果、鈴木は落選したが、夫の政治活動を支えるため、講演活動や三重県のシンクロクラブで指導を行っている。また2011年10月1日付で三重大学社会連携研究センター特任教授に就任した。その後、2012年6月4日、第1子の男児を出産。2013年1月から第2次安倍内閣で教育再生実行会議有識者委員に就任した。同年6月には内閣府の政府税制調査会委員も就任。
東京オリンピックでは、聖火リレーの検討委員としてコースの選定に関わったほか、自ら三重県津市で聖火ランナーを務めた。なお、夫の鈴木英敬は、四日市市の聖火リレー出発式で瀬古利彦のトーチに聖火を点火する役を務めた。

## エピソード
2006年からマッスルミュージカルに出演。また、2007年に開催された松任谷由実のコンサートツアー「YUMING SPECTACLE SHANGRILA III」に世界水泳メルボルン大会でソロ3連覇を達成した同じ事務所のヴィルジニー・デデューと共に出演。
夏季五輪での通算5個のメダル獲得は立花美哉と共に日本の女子選手最多のメダル獲得数である。

## 出演番組

### テレビ
- 水曜ミステリー9「刑事吉永誠一 涙の事件簿5 約束の指切り」（テレビ東京、2007年1月24日、水泳教室のインストラクター役）
- テレビ寺子屋（テレビ静岡、2008年8月3日）
- 情報プレゼンター とくダネ!（フジテレビ系、2008年8月、コメンテーター）
- 快傑えみちゃんねる（関西テレビ、2008年9月8日）
- ちちんぷいぷい（毎日放送、2009年9月降板。）
- 武田美保の“PILATES LIFE”（テレ朝チャンネル、2011年、ピラティス・エクササイズをレクチャー ）
- 生駒佳与子・武田美保のゴルフSTEP（スカイ・エー、2011年）
- ドデスカ!（メ〜テレ、2013年4月 - 2014年12月）
- ワイド!スクランブル（テレビ朝日、2015年10月7日 - 2017年3月29日）
- 報道ランナー（関西テレビ、2017年3月27日 - ）
- UP!（メ〜テレ、2018年10月1日 -2023年3月28日 ）

## 著作
- 「一生太らない体を作るたった10秒の習慣」 - アスコム（2011年）

## その他

### CM
- ミニストップ「期間限定アップルマンゴーパフェ」（2008年）

### 受賞
- 2000年度JOCスポーツ賞特別功労賞
- 2001年度JOCスポーツ賞最優秀賞